# Cirsium obvallatum
Cirsium obvallatum là một loài thực vật có hoa trong họ Cúc. Loài này được (M.Bieb.) Fisch. mô tả khoa học đầu tiên năm 1812.